# Tállya
Tállya es un pueblo húngaro perteneciente al distrito de Gönc, condado de Borsod-Abaúj-Zemplén.

## Superficie
Cuenta con una superficie de 37,96 km².

## Demografía
Hasta 2024 la población era de 1568 habitantes, con una densidad de población de 41,30 hab/km².
| Gráfica de evolución demográfica de Tállya entre 2020 y 2024 |
|                                                              |
| Datos según la Oficina Central de Estadística de Hungría.    |